# Пуштосьярви
Пуштосьярви — пресноводное озеро на территории Боровского сельского поселения Калевальского района Республики Карелии.

## Общие сведения
Площадь озера — 5 км². Располагается на высоте 119,5 метров над уровнем моря.
Форма озера лопастная, продолговатая: оно вытянуто с северо-востока на юго-запад. Берега изрезанные, каменисто-песчаные, местами заболоченные.
Через озеро протекает река Лахна, впадающая в реку Пизьму. Пизьма впадает в озеро Юлиярви, через которое протекает река Кемь.
В западный залив озера впадает река Северная Лахна.
В озере более двух десятков безымянных островов различной площади, однако их количество может варьироваться в зависимости от уровня воды.
Код объекта в государственном водном реестре — 02020000911102000005032.